# Elaeodendron bupleuroides
Elaeodendron bupleuroides är en benvedsväxtart som först beskrevs av André Guillaumin, och fick sitt nu gällande namn av R.H.Archer. Elaeodendron bupleuroides ingår i släktet Elaeodendron och familjen Celastraceae. Inga underarter finns listade.